# À la maison pour Noël

À la maison pour Noël est un téléfilm de Noël réalisé par Christian Merret-Palmair et produit par Les Productions de l'Abreuvoir (Kader Aoun et Mehdi Thierry), en coproduction avec Eklektik Productions, la RTBF ( Télévision belge) et avec la participation de France 2.
Téléfilm écrit par Mark Busse et Justin Sbresni et adapté pour la télévision par Kader Aoun et Mark Eacersall.
Le rôle principal de cette comédie qui a été diffusée sur la RTBF le 22 novembre 2011 et sur France 2 le 23 décembre 2011 est tenu par Virginie Efira.

## Synopsis
Un matin de 24 décembre, dans la banlieue parisienne, avant de partir travailler, Sarah, hyper organisée dans son travail et dans sa vie personnelle, planifie (avec post-its et messages enregistrés) la journée de son compagnon, afin d'organiser au mieux leur réveillon.
Après une matinée chargée au travail, la pause déjeuner est une catastrophe et remet en cause une partie de son organisation pour le réveillon.
En fin d'après-midi, dans un bar parisien, le pot de Noël de la société dans laquelle elle travaille est, lui-aussi, un enchaînement de malentendus et de contre-temps.
Toute la soirée va aussi être une série de rencontres et d'incidents qui vont continuer à bouleverser  le réveillon qu'elle avait mis tant de soin à organiser.
Pendant ce temps, son compagnon et son fils l'attendent pour réveillonner.

## Fiche technique
Source : IMDb, sauf mention contraire
- Réalisateur : Christian Merret-Palmair
- Scénaristes : Mark Busse et Justin Sbresni
- Dialogues : Kader Aoun et adaptation
- Producteurs : Kader Aoun, Olivier Rodot et Mehdi Thierry
- Musique du film : Erwann Kermorvant
- Directeur de la photographie : Pascal Rabaud
- Montage : Fabrice Dautcourt
- Distribution des rôles : Stéphanie Davidian
- Création des décors : Étienne Méry
- Coordinateur des cascades : Pascal Guégan
- Format : Muet - Noir et blanc ou Couleur - 1,85:1 - 35 mm - Son mono - Son stéréo - Son Dolby Digital - Son Dolby SR
- Pays d'origine : France
- Genre : Comédie
- Date de diffusion : 23 décembre 2011 sur France 2

## Distribution
- Virginie Efira : Sarah Moreau
- Adel Bencherif : Hedi, le mari de Sarah
- Eythan Solomon : Eylias
- Rachel Arditi : Marion
- Didier Flamand : Jeff
- Jonathan Lambert : Léonard, l'ex de Sarah
- Pascale Louange : Charlotte
- Jean-Yves Rupert : le taxi
- Stéphanie Pillonca : Stéphanie
- Jacky Berroyer : le SDF
- Gautier About : le policier
- Mathieu Barbet : Mathieu
- Valérie Leroy : la passagère dans le train
- Alain Zef : Franck, le vigile
- Claire Nadeau : Mme Chanford, la mère de Léonard
- Jean-Baptiste Shelmerdine : Luc
- Guillaume Clemecin : le contrôleur
- Régis Romelle : le contrôleur
- Husky Kihal : l'inspecteur de police
- Marie-Sophie L. : Julie, la femme de Jeff
- Léa Gabrielle : l'infirmière
- Yoann Denaive : le serveur
- Martine Bertrand : Chantal
- Peggy Martineau : Marie
- Patrice Dozier : Raymond
- Mathieu Madénian : l'ambulancier
- Benoît Tachoires : Denis
- Mauricette Gourdon : la femme à la valise
- Daniel Jean Cassagne : Gérard
- Laure Sirieix : la bijoutière
- Laetitia Rochas : la vendeuse en lingerie
- Audrey Schmid : Maman Oumpp
- Bertrand Treuil : le patient
- Anne Solene Hatte : la nounou
- Caroline Deffit : la vendeuse
- Matea Maras : la vendeuse
- Alain de Catuelan : le médecin
- Yves-Antoine Spoto : le témoin